# Copa EuroAmericana 2014
La Copa EuroAmericana 2014 è stata la seconda edizione della Copa EuroAmericana. Si è tenuta in America dal 20 luglio al 2 agosto 2014. Si sono affrontate nove squadre delle confederazioni CONCACAF e CONMEBOL, e quattro provenienti dalla UEFA.

## Formula
Al torneo hanno preso parte squadre americane provenienti dalle confederazioni della CONCACAF e della CONMEBOL, che hanno affrontato squadre europee della UEFA. È stata decretata campione la confederazione che ha totalizzato più vittorie.
In caso di parità dopo i tempi regolamentari, l'esito del match è stato deciso ai tiri di rigore.
Il torneo prevedeva che fossero giocate nove partite. Conseguentemente, le nove squadre americane hanno giocato una sola gara ciascuna, sempre contro un'avversaria della UEFA, mentre le quattro squadre europee hanno giocato due partite, con la sola eccezione della Fiorentina, che ne ha giocate 3.

## Squadre partecipanti
| Confederazione | Team                 |
| -------------- | -------------------- |
| CONCACAF       | Club América         |
| CONCACAF       | San Jose Earthquakes |
| CONMEBOL       | Estudiantes          |
| CONMEBOL       | Palmeiras            |
| CONMEBOL       | Universidad Católica |
| CONMEBOL       | Atlético Nacional    |
| CONMEBOL       | Junior               |
| CONMEBOL       | Alianza Lima         |
| CONMEBOL       | Universitario        |
| UEFA           | Atlético Madrid      |
| UEFA           | Valencia             |
| UEFA           | Monaco               |
| UEFA           | Fiorentina           |

## Stadi
| Barranquilla          | Lima                       | Città del Messico               | San Francisco                               |
| --------------------- | -------------------------- | ------------------------------- | ------------------------------------------- |
| Estadio Metropolitano | Estadio Nacional           | Estadio Azteca                  | Candlestick Park                            |
| Colombia              | Perù                       | Messico                         | Stati Uniti                                 |
| Capacità: 46,788      | Capacità: 50,000           | Capacità: 105,000               | Capacità: 69,000                            |
|                       |                            |                                 |                                             |
| Miami                 | La Plata                   | Santiago del Cile               | San Paolo                                   |
| Marlins Park          | Estadio Ciudad de La Plata | Estadio San Carlos de Apoquindo | Estádio Municipal Paulo Machado de Carvalho |
| Stati Uniti           | Argentina                  | Cile                            | Brasile                                     |
| Capacità: 36,742      | Capacità: 53,000           | Capacità: 16,000                | Capacità: 40,199                            |
|                       |                            |                                 |                                             |

## Situazione vittorie
| America 4 | Europa 5 |

## Risultati
| Arbitro: | Hernando Buitrago |

|  |           |                |
|  | Marcatori | 45+1’ Berbatov |

| Arbitro: | Mark Kadlecik |

|                       |           |                                                             |
| Tréllez 63’ Pérez 88’ | Marcatori | 6’ Martial 16’ Berbatov 39’ Fabinho 90+2’ Ferreira Carrasco |

| Arbitro: | Néstor Pitana |

|  |           |           |
|  | Marcatori | 29’ Gómez |

| Arbitro: | Manuel Garay |

|                                                                                            |                      |                                                                                 |
| Guevgeozián 13’ Montes 27’                                                                 | Marcatori            | 56’ Alcácer 62’ Otamendi                                                        |
| Ibáñez Aparicio Trujillo Uribe González-Vigil Kahn Guizasola Molina Donayre Forsyth Ibáñez | Tiri di rigore 9 – 8 | Alcácer Otamendi Gomes Barragán De Paul Fuego Ruiz Ibáñez Gayá Doménech Alcácer |

| Arbitro: | Ramón Hernández |

|                                            |                      |                                      |
| Stephenson Cronin Schuler Francis Barklage | Tiri di rigore 3 – 4 | Siqueira Gabi Miranda M. Suárez Saúl |

| Arbitro: | Enrique Osses |

|           |           |  |
| Muñoz 88’ | Marcatori |  |

| Arbitro: | Roberto García Orozco |

|                                             |                      |                                      |
| R. Jiménez Zúñiga Velasco Burón H. González | Tiri di rigore 3 – 2 | Gabi Siqueira Koke M. Suárez Miranda |

| Arbitro: | Raphael Claus |

|                         |           |           |
| V. Luís 14’ Leandro 35’ | Marcatori | 73’ Rossi |

| Arbitro: | Víctor Carrillo |

|  |           |               |
|  | Marcatori | 33’ Brillante |

## Risultato finale
- Si è proclamata campione la confederazione della UEFA, rappresentata da Atlético Madrid, Fiorentina, Monaco e Valencia.
- La Fiorentina è stata premiata con il trofeo James and Thomas Hogg, come rappresentante della confederazione europea; l'Atlético Madrid, il Monaco e il Valencia hanno ricevuto una replica della coppa.

## Classifica marcatori
| Pos. | Calciatore                | Squadra                             | Reti |
| ---- | ------------------------- | ----------------------------------- | ---- |
| 1    | Dimităr Berbatov          | Monaco                              | 2    |
| 2    | Paco Alcácer              | Valencia                            | 1    |
| 2    | Joshua Brillante          | Fiorentina                          | 1    |
| 2    | Fabinho                   | Monaco                              | 1    |
| 2    | Yannick Ferreira Carrasco | Monaco                              | 1    |
| 2    | Mario Gómez               | Fiorentina                          | 1    |
| 2    | Mauro Guevgeozián         | Alianza Lima                        | 1    |
| 2    | Leandro                   | Palmeiras                           | 1    |
| 2    | Anthony Martial           | Monaco                              | 1    |
| 2    | Mauricio Montes           | Alianza Lima                        | 1    |
| 2    | José Luis Muñoz           | Club Deportivo Universidad Católica | 1    |
| 2    | Nicolás Otamendi          | Valencia                            | 1    |
| 2    | Sebastián Pérez           | Atlético Nacional                   | 1    |
| 2    | Giuseppe Rossi            | Fiorentina                          | 1    |
| 2    | Santiago Tréllez          | Atlético Nacional                   | 1    |
| 2    | Victor Luís               | Palmeiras                           | 1    |